# Vereniging van Afrikaanse Universiteiten
De Vereniging van Afrikaanse Universiteiten (Engels: Association of African Universities, Frans: Association des universités africaines, kortweg AAU) is een samenwerkingsverband tussen instellingen voor hoger onderwijs in Afrika. Het werd opgericht op 12 november 1967 in Rabat, Marokko en het hoofdkwartier bevindt zich in Accra, Ghana. De vereniging begon met 34 leden, maar heeft er inmiddels 285 uit 45 landen.
Professor Olusola Oyewole, vicerector van de Federal University of Agriculture in Nigeria is van 2013 tot en met 2017 president van de AAU. De rest van de raad van bestuur bestaat uit 3 vicepresidenten, 2 leden uit Oost-Afrika, 2 leden uit West-Afrika, 1 lid uit Noord-Afrika, 2 leden uit Zuidelijk Afrika en 2 leden uit Centraal Afrika. Allen zijn rector of vicerector van een van de universiteiten die zich aangesloten hebben bij de AAU.

## Missie, visie en doelen
De missie van de AAU is het verhogen van de kwaliteit van het hoger onderwijs in Afrika en het bijdragen aan de ontwikkeling van het continent door te zorgen voor samenwerking tussen haar leden. Dit gebeurt door de belangrijkste functies te ondersteunen zoals lesgeven, onderzoek doen en communiceren met de samenleving, en door te spreken over zaken aangaande hoger onderwijs en de ontwikkeling van Afrika.
De visie van de AAU is dat de AAU de Afrikaanse gemeenschap van instellingen voor hoger onderwijs moet representeren, zowel binnen als buiten Afrika.
De AAU stelt zich als doel het promoten van samenwerking tussen universiteiten in Afrika, het vergaren van informatie over hoger onderwijs en onderzoek in Afrika, het mogelijk maken van samenwerking tussen haar leden en de internationale academische wereld, en het faciliteren van de uitwisseling van ervaringen en informatie tussen leden van de academische wereld.

## Leden
De AAU heeft de volgende leden:
| Algerije - Badji Mokhtar-Universiteit van Annaba - Universiteit van Algiers - Universiteit van Oran - Université des Sciences et de la Technologie d'Oran - Universite des Sciences et de la Technologie Houari Boumediene - Universiteit der Islamitische Wetenschappen - Mentouri-Universiteit van Constantine Angola - Universidade Agostinho Neto Benin - Universiteit van Abomey-Calavi - Universiteit van Parakou Botswana - Botho-University - Botswana College of Agriculture - Universiteit van Botswana Burkina Faso - Institut International d'Ingénierie de l'Eau et de l'Environnement - Universiteit van Ouagadougou - Technische Universiteit van Bobo-Dioulasso Burundi - Universiteit van Burundi Centraal-Afrikaanse Republiek - Euclid-Universiteit - Universiteit van Bangui Democratische Republiek Congo - Katholieke Universiteit van Bukavu - Universiteit van Kinshasa - Universiteit van Kisangani - Universiteit van Lubumbashi Egypte - Ain-Shams-Universiteit - Al-Azhar-universiteit - Universiteit van Alexandrië - Universiteit van Assioet - Universiteit van Caïro - Universiteit van Mansoera - Universiteit van Al Minufiyah - Universiteit van Minya - Misr University for Science & Technology - South Valley University - Suezkanaal-Universiteit - Universiteit van Tanta - Universiteit van Zagazig - Universiteit van Zes Oktober Eritrea - Universiteit van Asmara Ethiopië - Universiteit van Addis Abeba - Universiteit van Haromaya - Universiteit van Hawasa - Universiteit van Jimma - Universiteit van Mekelle - St. Mary's University College Gabon - Université des Sciences & Techniques de Masuku - Omar Bongo-Universiteit Gambia - Universiteit van Gambia Ghana - African University College of Communication - All Nations University College - Ashesi University College - Central University College - Ghana Institute of Management and Public Administration - Kumasi Polytechnic - Kwame Nkrumah University of Science and Technology - Radford University College - Regent University College of Science and Technology - Regional Maritime University - University for Development Studies - Universiteit van Cape Coast - University of Education, Winneba - Universiteit van Ghana - University of Mines and Technology - University of Professional Studies - Valley View University - Wisconsin International University College Ghana Ivoorkust - Agitel - Formation - Pigier Côte d'Ivoire - Félix Houphouët-Boigny-Universiteit - Nangui Abrogoua-Universiteit Kaapverdië - Jean Piaget-Universiteit van Kaapverdië Kameroen - École Nationale Superieure es Travaux Publics de Yaoundé - Universiteit van Douala - Universiteit van Dschang - Universiteit van Maroua - Universiteit van Ngaoundéré - Universiteit van Yaoundé I - Universiteit van Buea Kenia - African Virtual University - Daystar University - Egerton University - International Centre of Insect Physiology and Ecology - Jomo Kenyatta University of Agriculture and Technology - Kenyatta University - Universiteit van Maseno - Masinde Muliro University of Science and Technology - Moi University - Strathmore University - The Catholic University of Eastern Africa - Universiteit van Nairobi Lesotho - Nationale Universiteit van Lesotho |  | Liberia - Cuttington University College - Stella Maris Polytechnic - Verenigde Methodistenuniversiteit - Universiteit van Liberia Libië - Al Asmariya-Universiteit der Islamitische Wetenschappen - Al-Fateh-Universiteit (Universiteit van Tripoli) - Faculty of Islamic Call - Universiteit van Misratah - Universiteit van Sabha - Zevende-apriluniversiteit - Universiteit van Aljabel El Garbi - Universiteit van Garyounis Madagaskar - École Superieure Polytechnique D'Antsiranana - Universiteit van Antananarivo - Universiteit van Fianarantsoa - Universiteit van Toamasina - Universiteit van Noord-Madagaskar Malawi - Universiteit van Malawi Mali - Universiteit van Bamako Marokko - Mohammed I-Universiteit - Mohammed V-Universiteit, Souissi - Mohammed V-Universiteit, Agdal - Al Quaraouiyine-Universiteit Mauritanië - Universiteit van Nouakchott Mauritius - Universiteit van Mauritius - Technische Universiteit van Mauritius Mozambique - Higher Institute of Science & Technology of Mozambique - Eduardo Mondlane-universiteit - Katholieke Universiteit van Mozambique - Pedagogische Universiteit Namibië - Universiteit van Namibië - Technische Universiteit van Namibië - Internationale Managementuniversiteit Niger - Abdou Moumouni-Universiteit Nigeria - Abia State University - Abubakar Tafawa Balewa-Universiteit - Adamawa State University - Adekunle Ajasin-Universiteit - Ahmadu Bello-Universiteit - Ajayi Crowther-Universiteit - Al-Hikmah-Universiteit - Ambrose Alli-Universiteit - Babcock-Universiteit - Bayero-Universiteit - Bells Technische Universiteit - Benson Idahosa-Universiteit - Bowen-Universiteit - Covenant-Universiteit - Crawford-Universiteit - Delta State University - Ebonyi State University - Ekiti State University - Enugu State University of Science Technology - Federal Polytechnic Oko - Federal University of Agriculture - Federale Technische Universiteit van Akure - Federale Technische Universiteit van Minna - Federale Technische Universiteit van Owerri - Federale Technische Universiteit van Yola - Gombe State University - Ibrahim Badamasi Babangida-Universiteit - Igbinedion-Universiteit - Kogi State University - Kwara State University - Kwararafa University - Ladoke Akintola Technische Universiteit - Landmark University - Michael Okpara-Landbouwuniversiteit - Nasarawa State University - Nationale Open Universiteit van Nigeria - Universiteit van de Niger Delta - Nnamdi Azikiwe-Universiteit - Obafemi Awolowo-Universiteit - Olabisi Onabanjo-Universiteit - Osun State University - Pan-Afrikaanse Universiteit - Universiteit van de Verlosser - Rivers State University of Science & Technology - Universiteit van Abuja - Landbouwuniversiteit van Makurdi - Universiteit van Benin - Universiteit van Calabar - Universiteit van Ibadan - Universiteit van Ilorin - Universiteit van Lagos - Universiteit van Maiduguri - Universiteit van Nigeria - Universiteit van Port Harcourt - Universiteit van Uyo - Usmanu Dan Fodiyo-Universiteit Oeganda - Universiteit van Busitema - Islamitische Universiteit van Oeganda - Internationale Universiteit van Kampala - Universiteit van Makerere - Christelijke Universiteit van Oeganda - Uganda Management Institute - Martelaarsuniversiteit van Oeganda Republiek Congo - Marien Ngouabi-Universiteit |  | Rwanda - Kigali Gezondheidsinstituut - Kigali Institute of Education - Kigali Institute of Science and Technology - Nationale Universiteit van Rwanda Senegal - L'Université de l'Entreprise en Abrégé - Cheikh Anta Diop-Universiteit van Dakar - Gaston Berger-Universiteit van Saint-Louis Sierra Leone - Universiteit van Njala - Universiteit van Sierra Leone Soedan - Ahfad-universiteit voor Vrouwen - Universiteit van Al-Fashir - Al Neelain-Universiteit - Alzaiem Alazhari-Universiteit - Bayan College of Science and Technology - El Imam El Mahdi-Universiteit - National College for Medical and Technical Studies - Universiteit van de Nijlvallei - Ahlia Universiteit van Omdurman - Islamitische Universiteit van Omdurman - Universiteit van de Rode Zee - Sudan Academy of Sciences - Sudan University of Science and Technology - The Future University - Universiteit van Bahr El Ghazal - Universiteit van Bakht er Ruda - Universiteit van Dalanj - Universiteit van Gezira - Universiteit van Juba - Universiteit van Khartoem - Universiteit van Kordofan - Universiteit van Nyala - University of Science and Technology - Universiteit van Sinnar - Universiteit van de Heilige Koran en Islamitische Wetenschappen - Universiteit van West-Kordofan - Universiteit van Zalingei - Upper Nile University - Wad Medani Ahlia College Somalië - Universiteit van Benadir - Universiteit van Oost-Afrika - Universiteit van Mogadishu - Plasma-Universiteit - Puntland State University - Simad-Universiteit - Universiteit van Hormuud Swaziland - Zuidelijk Afrikaanse Nazarene-Universiteit - Universiteit van Swaziland Tanzania - Ardhi-Universiteit - Moslimuniversiteit van Morogoro - Mzumbe-University - Sokoine-Landbouwuniversiteit - Sint Augustinus Universiteit van Tanzania - Open Universiteit van Tanzania - Tumaini Universiteit Makumira - Universiteit van Dar es Salaam - Universiteit van Zanzibar Togo - École des Cadres - Groupe BK-Université - Universiteit van Kara - Universiteit van Lomé Tsjaad - Universiteit van N'djamena Tunesië - Universiteit van 7 november in Carthago Zambia - Cavendish-Universiteit Zambia - Copperbelt-Universiteit - Mulungushi-Universiteit - Universiteit van Lusaka - Universiteit van Zambia - Open Universiteit van Zambia Zimbabwe - Afrikaanse Universiteit - Bindura University of Science Education - Technische Universiteit van Chinhoyi - Great Zimbabwe University - Technologisch Instituut van Harare - Lupane State University - Midlands State University - National University of Science and Technology - Solusi-Universiteit - Universiteit van Zimbabwe - Vrouwenuniversiteit in Afrika - Open Universiteit van Zimbabwe Zuid-Afrika - Cape Peninsula University of Technology - Centrale Technische Universiteit van Vrijstaat - Raad voor Hoger Onderwijs - Nelson Mandela-universiteit - Noordwest-Universiteit - Rhodes-Universiteit - Technikon South Africa - Universiteit van Kaapstad - Universiteit van Fort Hare - Universiteit van Johannesburg - Universiteit van KwaZoeloe-Natal - Universiteit van Pretoria - Universiteit Stellenbosch - Universiteit van de Vrijstaat - University of Venda for Science & Technology - Universiteit van de Witwatersrand - Universiteit van Zuid-Afrika - Walter Sisulu-Universiteit |